# Urvashi Vaid

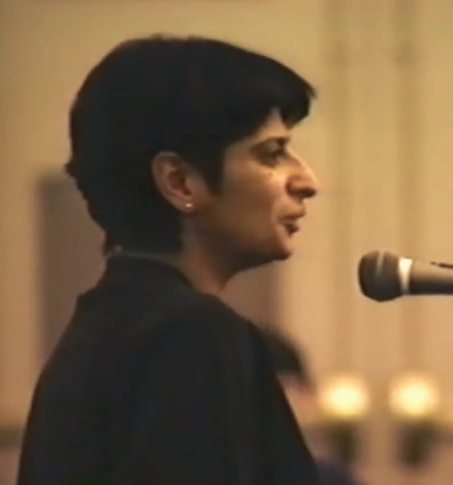
Urvashi Vaid, 1994

Urvashi Vaid (* 8. Oktober 1958 in Neu-Delhi; † 14. Mai 2022 in New York City) war eine US-amerikanische Autorin, Juristin und LGBT-Aktivistin.

## Leben
Vaid wurde 1958 in Indien geboren und zog im Alter von acht Jahren mit ihrer Familie in die Vereinigten Staaten. Bereits in jungen Jahren war Vaid politisch aktiv und beteiligte sich im Alter von elf Jahren an der Bewegung gegen den Vietnamkrieg. Später besuchte Vaid das Vassar College, wo sie als Feministin und Menschenrechtsaktivistin aktiv wurde. 1983 erreichte Vaid an der Northeastern University den Abschluss im Studiengang Rechtswissenschaften. Sie gründete dort die Boston Lesbian/Gay Political Alliance, die Interviews mit politischen Kandidaten durchführt und Testimonials ausspricht sowie als Lobbyist für die LGBT-Community von Boston arbeitet.
1989 übernahm sie die Leitung des National Gay and Lesbian Task Force's Policy Institute (NGLTF) und baute diese Organisation in den folgenden Jahren zur damals führenden LGBT-Lobbyorganisation auf Bundesebene aus. Des Weiteren engagierte sie sich für die Themen Abtreibung und Golfkrieg. Während ihrer Arbeit lernte sie andere LGBT- und Bürgerrechtsaktivisten kennen. Sie erreichte durch eine koordinierte Steuerung der Medien, dass lesbisch-schwule Themen eine breitere öffentliche Aufmerksamkeit fanden. Zwischen 1992 und 1997 pausierte Vaid in ihrer Arbeit mit der NGLTF, bevor sie dann drei Jahre lang Exekutivdirektorin der Organisation wurde.
Vaid vertrat die Meinung, dass die vollständige Befreiung der Lesben und Schwulen von Ungerechtigkeit nur stattfinden könne, wenn die größeren Institutionen der Gesellschaft und die Familie durch Lesben und Schwule verwandelt würden, die innerhalb von Mainstreamgruppen für Inklusion und Veränderung arbeiten. Ihr Buch, Virtual Equality: The Mainstreaming of Gay and Lesbian Liberation (veröffentlicht 1996), das den Stonewall Book Award gewann, erläutert ihre Überzeugungen in Bezug auf Mainstreaming.
Im Jahr 2000 wechselte Vaid von der NGLTF zur Ford Foundation, wo sie fünf Jahre lang arbeitete. Während dieser Zeit schrieb sie 2002 gemeinsam mit John D’Emilio und William B. Turner das Buch Creating Change: Sexuality, Public Policy and Civil Rights. Vaid war von 2005 bis 2010 als Executive Director bei der Arcus Foundation beschäftigt.
Vaid und ihre Lebensgefährtin, die Komikerin Kate Clinton, lebten gemeinsam in Provincetown und Manhattan.

## Werke
- mit Sarah Schulman: My American History: Lesbian and Gay Life During the Reagan/Bush Years, Law Book Co of Australasia, 1994, ISBN 0-415-90853-1
- mit Sarah Schulman, Sue O’Sullivan: My American History: Lesbian and Gay Life During the Reagan/Bush Years (Women on Women), Continuum International Publishing Group Ltd., 1995, ISBN 0-304-33167-8
- Virtual Equality: The Mainstreaming of Gay and Lesbian Liberation, Anchor Books, Doubleday, 1996, ISBN 0-385-47298-6
- mit John D'Emilio, William B. Turner (alle Hrsg.): Creating Change: Sexuality, Public Policy, and Civil Rights, Stonewall Inn Editions, 2002, ISBN 0-312-28712-7 (Ersterscheinung: St. Martin's Press, 2000, ISBN 0-312-24375-8)